# Out Zone
Out Zone é um game desenvolvido para arcade pela Toaplan em 1990.

## Jogabilidade
Este é um game de tiro, no estilo shoot'em up, run and gun, que consiste basicamente em controlar um personagem ou objeto, e atirar nos inimigos, para avançar de fases.
Em Out Zone, o jogador controla um atirador. A função é avançar pelas fases, cada um com um chefão. Ao longo do game, encontra-se vários power-ups, que ajudam o jogador.
O jogo é todo visto de cima, em 2D. O jogador vai avançando nos níveis, e ao mínimo contato com um tiro adversário, perde uma vida. A cada ficha que é inserida, o personagem tem três vidas. São 7 níveis ao todo.
Além disso, há uma barra de energia, que ao iniciar o jogo está cheia, mas diminui progressivamente sem parar no seu discorrer. Isto serve como um limite de tempo. Para aumentar a barra, é preciso pegar um power-up pelo cenário marcado com a letra "E", em azul.

### Armas
Há duas armas principais no jogo. Você pode alterná-las pegando o power-up "C". Uma delas é automática (basta segurar o botão, que ela dispara), e permite virar a face do personagem para 8 direções, mas o tiro é unidirecional. A segunda arma é tridirecional, porém, só permite que o personagem olhe para a frente.
Além disso, há outros power-ups, marcados com a silga "SP". Cada um acrescenta algo diferente:
- Super Burner (SP amarelo): um lança-chamas automático, unidirecional e poderoso, mas se trata de uma arma de combate a curta distância. Não é recomendada para se enfrentar os chefes.
- Super Ball (SP rosa): uma bola de energia que gira em torno do personagem e depois avança para o topo da tela (avante no cenário, já que é visto de cima). Arma poderosa, mas foi feita somente para combate a longa distância.

Os outros bônus são:
- Vida (1UP) (SP vermelho)
- Speed Up (SP azul): aumenta a velocidade do personagem
- Shield (SP branco): um escudo energético que envolve o protagonista, que é destruído com apenas um tiro de um oponente.
- Energy Extend (SP verde): aumenta o tamanho da barra de energia, possibilitando assim, mais tempo.